# 24000 Patrickdufour
24000 Patrickdufour è un asteroide della fascia principale. Scoperto nel 1999, presenta un'orbita caratterizzata da un semiasse maggiore pari a 2,2541368 au e da un'eccentricità di 0,1952272, inclinata di 6,12578° rispetto all'eclittica.
L'asteroide è dedicato all'astrofilo francese Patrick Dufour.